# 山形社会保険事務局
山形社会保険事務局（やまがたしゃかいほけんじむきょく）は、山形県山形市にあった社会保険庁の地方支分部局で、山形県を管轄していた。

## 管内社会保険事務所等
- 山形社会保険事務局山形社会保険事務室（山形社会保険事務所）
- 寒河江社会保険事務所（山形社会保険事務局寒河江事務所）
- 新庄社会保険事務所
- 鶴岡社会保険事務所
- 米沢社会保険事務所